# رادنة
الرادنة أو رودنيوس (الاسم العلمي: Rhodnius) هو جنسٌ من البق الغائل ضمن فُصيلة الفسافس (بق التقبيل)، وهو ناقلٌ مهمٌ في انتشار داء شاغاس. كانت أنواع الرادنة نماذج مهمة لدراسات السير فنسنت ويجلزورث [الإنجليزية] في فيزيولوجيا الحشرات، وتحديدًا النمو والتطور.

## الأنواع
- Rhodnius amazonicus
- Rhodnius brethesi
- Rhodnius colombiensis[4]
- Rhodnius dalessandroi
- Rhodnius domesticus
- Rhodnius ecuadoriensis
- Rhodnius milesi[5]
- Rhodnius nasutus
- Rhodnius neglectus
- Rhodnius neivai
- Rhodnius pallescens
- Rhodnius paraensis
- Rhodnius pictipes
- رودنويس بروليكوس (الاسم العلمي: Rhodnius prolixus)
- Rhodnius robustus
- Rhodnius stali

## روابط خارجية
- Summary of Rhodnius species from metapathogen.com